# مات ناثانسون
مات ناثانسون (بالإنجليزية: Matt Nathanson)‏ هو مغن مؤلف وموسيقي أمريكي، ولد في 28 مارس 1973 في ليكسينغتون في الولايات المتحدة.

## وصلات خارجية
- الموقع الرسمي
- مات ناثانسون على موقع IMDb (الإنجليزية)
- مات ناثانسون على موقع ميوزك برينز (الإنجليزية)
- مات ناثانسون على موقع إن إن دي بي (الإنجليزية)
- مات ناثانسون على موقع أول ميوزيك (الإنجليزية)
- مات ناثانسون على موقع ديسكوغز (الإنجليزية)